# Ponsträsk
Ponsträsk (fi. Poosjärvi) är en sjö i Finland. Den ligger i kommunen Björneborg i landskapet Satakunta, i den sydvästra delen av landet, 230 km nordväst om huvudstaden Helsingfors. Ponsträsk ligger 30,5 meter över havet. I omgivningarna runt Ponsträsk växer i huvudsak barrskog. Arean är 3,49 kvadratkilometer och strandlinjen är 36,82 kilometer lång. Sjön  ingår i Karvia å huvudavrinningsområde. 